# التفسيرات الأحمدية في بيان الآيات الشرعية
التفسيرات الأحمدية في بيان الآيات الشرعية أحد كتب تفسير القران الكريم، ألفه الفقيه الهندي أحمد بن أبي سعيد بن عبد الله بن عبد الرزاق بن خاصة الحنفي المكي الصالحي الهندوي اللكنوي المعروف بملا جيون (ت: 1130 هـ).

## عن الكتاب
هو كتاب في التفسير، جمع فيه مؤلفه الآيات التي استنبط منها الأحكام الفقهية والقراعد الأصولية والمسائل الكلامية، ثم فسرها بأحسن وجه من التفسير. بدأ ملا جيون تأليف كتابه التفسيرات الأحمدية عام 1064 هـ وكان عمره وقتها 17 سنه، وفرغ منه عام 1069 هـ وعمره 21 سنه، ثم صحح الكتاب ونقحه مرةً أخرى عام 1075 هـ وعمره 27 سنة. طُبع الكتاب في أول طبع له عام 1323 هـ الموافق 1904 بمدينة فزان في الهند، بتحقيق من ملا عالمجان البارودي، ومحمد فاتح بن محمد عارف الجرشوي، ووحسن عطا بن كمال الدين الأيساكي. يقع الكتاب في 526 صفحة من طبع ونشر مكتبة الشركة. يحتوي الكتاب على فهرس بالمسائل الفقهية والأصولية التي تعرض لها ملا جيون، كما ويحوي على جدول اختص بتصحيح السهوات الواقعة في الطبع.

## وصلات خارجية
- تحميل التفسيرات الأحمدية في بيان الآيات الشرعية المكتبة القرانية